# Zhang lu
Zhang Lu (chinês: 张鹭; pinyin: Zhāng Lù; Tianjin, 6 de setembro de 1987) é um futebolista chinês que atua como goleiro e atualmente defende o Tianjin Tianhai.

## Carreira
Zhang Lu se profissionalizou no time do Liaoning em 2005. Aos poucos ele ganhou a titularidade no gol da equipe. Zhang Lu permaneceu no Liaoning até a temporada 2015 sendo um dos principais jogadores do clube.
Em 12 de janeiro de 2016, Zhang Lu foi anunciado como reforço do Tianjin Quanjian (hoje Tianjin Tianhai) para disputar a Segunda Divisão chinesa sob o comando de Vanderlei Luxemburgo. O jogador assumiu a camisa da equipe de Tianjin e foi o goleiro titular em toda a campanha que levou o Tianjin Quanjian ao inédito título da Segunda Divisão chinesa naquele ano e a chance de disputar a Super Liga da China em 2017.
Zhang Lu também foi titular incontestável com os demais técnicos que passaram pelo clube de Tianjin: Fabio Cannavaro, Paulo Sousa, Shen Xiangfu e Park Choong-kyun. Em sua carreira, Zhang Lu foi duas vezes campeão da Segunda Divisão chinesa: com o Liaoning em 2009 e com o Tianjin Quanjian em 2016.

## Prisão e Suspensão
Na noite do dia 18 de setembro de 2019, Zhang Lu foi detido pela polícia de Tianjin sob suspeita de dirigir alcoolizado. O teor de álcool no sangue do goleiro era de 253,3 mg/100 ml. No dia 26, Zhang Lu foi condenado a 4 meses de detenção pelo Tribunal Popular do Distrito de Hedong.
Zhang Lu era presença certa na lista do técnico Marcello Lippi para os duelos contra Guam e Filipinas válidos pelas Eliminatórias Asiáticas para a Copa do Mundo de 2022, mas acabou cortado pela Associação Chinesa de Futebol (CFA). No dia 27, a entidade anunciou que o goleiro deverá cumprir suspensão de 1 ano e ficará impedido de disputar qualquer partida profissional e de defender a Seleção Chinesa.

## Vida Pessoal
Zhang Lu é casado com Chen Mi (陈密), âncora da LRTV (Liaoning Radio and Television), desde 9 de novembro de 2013.

## Títulos
Liaoning
- Segunda Divisão chinesa: 2009

Tianjin Quanjian
- Segunda Divisão chinesa: 2016